# Spiando Marina
Spiando Marina è un film thriller erotico del 1992, diretto da Sergio Martino. È di produzione italo-americana. Gli interpreti principali sono Debora Caprioglio e Steve Bond.

## Trama
Mark Derrick, ex poliziotto corrotto di Miami e ora sicario prezzolato, vola a Buenos Aires per eliminare Hank, un pericoloso e potente boss mafioso locale, mandante dello sterminio di sua moglie e di suo figlio. Sotto il falso nome di Martinez, trova pronto un appartamento fornito di armi, di abiti e di un telefax per mezzo del quale riceverà gli ordini. Subito, però, dall'appartamento a fianco gli giungono i lamenti di una donna, durante quelli che sono chiaramente rapporti erotici sadici, e incuriosito, egli comincia a spiare dal balcone nella stanza vicina, dove vede l'autrice di quei gemiti.
La vicina d'appartamento è Marina Valdez, una ragazza ricca, sensuale e procace; essa è anche la donna del boss. Più tardi la suddetta viene proprio in casa di Mark per riprendere un innocuo serpente con cui gioca. Così i due fanno conoscenza e tra loro si instaura una relazione basata sulla passione, unita alla reciproca sete di sangue: Marina lo seduce per alimentare il suo desiderio di vendetta verso il proprio uomo, e Mark ne approfitta per rendere la sua rappresaglia più stimolante e appagante.
Marina e Mark saranno coinvolti in un'intricata parabola di doppi giochi che culmina in un colpo di scena finale.

## Produzione
Le riprese del film si sono svolte in Argentina, a Buenos Aires.

## Distribuzione
Spiando Marina venne proiettato per la prima volta nelle sale italiane il 21 maggio 1992.